# Annapolis Salute
Annapolis Salute és una pel·lícula dramàtica de 1937 dirigida per Christy Cabanne i protagonitzada per James Ellison, Marsha Hunt i Harry Carey. Va ser produïda i distribuïda per RKO Pictures. Algunes escenes es van rodar a la William Paca House de Maryland.

## Argument
La pel·lícula mostra el progrés de tres cadets d'orígens molt diferents a l'Acadèmia Naval dels Estats Units a Annapolis.

## Repartiment
- James Ellison com Bill J. Martin
- Marsha Hunt com Julia Clemens
- Harry Carey com cap Martin
- Van Heflin com Clay V. Parker
- Ann Hovey com Bunny Oliver
- Arthur Lake com Cuthbert A. "Tex" Clemens
- Dick Hogan com Bob D. Wilson